# 임언군
임언군 이녹생(林堰君 李祿生, 1399년 ~ 1450년 9월 20일(음력 8월 6일))은 조선의 왕자로, 조선 제2대 정종의 8남이자 서8남이며 생모는 숙의 윤씨이다. 자는 장수(長壽), 호는 선학(鮮鶴), 시호는 혜안(惠安)이다.

## 생애
조선 제 2대 정종의 서자이자, 8남으로 생모는 숙의 윤씨(淑儀尹氏)인 해평 윤씨(海平尹氏)이다. 정부인으로는 영천군부인 고령 박씨(榮川郡夫人 高靈朴氏)와 첩부인이 있다. 자녀로는 정부인 박씨가 낳은 장남 장택군 효자(長澤君 孝慈)와 장녀 이씨와 차녀 이씨와 3녀, 첩부인이 낳은 차남 달성부수 효의(達城副守 孝義)와 4녀 이씨가 있다.

## 가족관계
- 부 : 조선 제2대 정종
- 생모 : 숙의 윤씨(淑儀 尹氏)
  - 형 : 수도군 이덕생(守道君 李德生)
  - 남동생 : 석보군 이복생(石保君 李福生)
  - 남동생 : 장천군 이보생(長川君 李普生)
  - 여동생 : 인천옹주(仁川翁主) - 하가 행부사 이관식(行府使 李寬植)
- 정부인 : 영천군부인 고령 박씨(榮川郡夫人 高靈 朴氏) - 소윤(小尹) 박부(朴溥)의 딸
  - 장남 : 장택군 이효자(長澤君 李孝慈)
  - 며느리 : 안동 김씨 - 대경(大卿) 김영(金瑛)의 딸
    - 손자 : 창화군 이장손(昌化君 李長孫)

  - (첩)며느리 : 양민 출신
    - 서손자 : 	무진부수 이종손(茂珍副守 李終孫)

  - (첩)며느리 : 노비 출신
    - 서손자 : 수덕령 이리(水德令 李纚)

  - 장녀 : 안동 권씨 권윤신(權允信)에게 출가
  - 차녀 : 영월 신씨 신여걸(辛汝傑)에게 출가
    - 외손자 : 신필은(辛弼殷)
    - 외손녀 : 창녕 조씨 창양군(昌陽君) 조광원(曺光遠)에게 출가

  - 3녀 : 여산 송씨 송경문(宋慶門)에게 출가
- 첩부인 : 이름 미상
  - 차남(서자) : 달성부수 이효의(達城副守 李孝義)
  - 며느리 : 안동 김씨 - 정랑(正郞) 김사원(金士元)의 딸
    - 손자 : 동성령 이수손(東城令 李壽孫)
    - 손자 : 견성령 이억만(堅城令 李億萬)

  - (첩)며느리 : 노비 출신
    - 서손자 : 정칠감 이현손(貞漆監 李賢孫)
    - 서손자 : 수령감 이현동(遂寧監 李賢仝)
    - 서손자 : 풍각감 이현수(豊角監 李賢樹)
    - 서손자 : 금산감 이인손(錦山監 李仁孫)
    - 서손자 : 의흥감 이신손(義興監 李信孫)

  - (첩)며느리 : 노비 금화(今花)
    - 서손자 : 마주감 이경손(馬周監 李敬孫)

  - 4녀 : 순흥 안씨 안처선(安處善)에게 출가
    - 외손자 : 안종(安宗)
    - 외손녀 : 설윤(薛倫)에게 출가
    - 외손녀 : 차경복(車敬福)에게 출가